# エクマトクリヌス
エクマトクリヌス (Echmatocrinus) は、カンブリア紀に生息していた棘皮動物の一種。ウミユリ綱または花虫綱と類似するが、分類は確立されていない。バージェス動物群の１つである。
全長は8cmほど。